# Nohn (Mettlach)
Nohn ist einer von zehn Ortsteilen der Gemeinde Mettlach im Landkreis Merzig-Wadern (Saarland). Bis Ende 1973 war Nohn eine eigenständige Gemeinde.

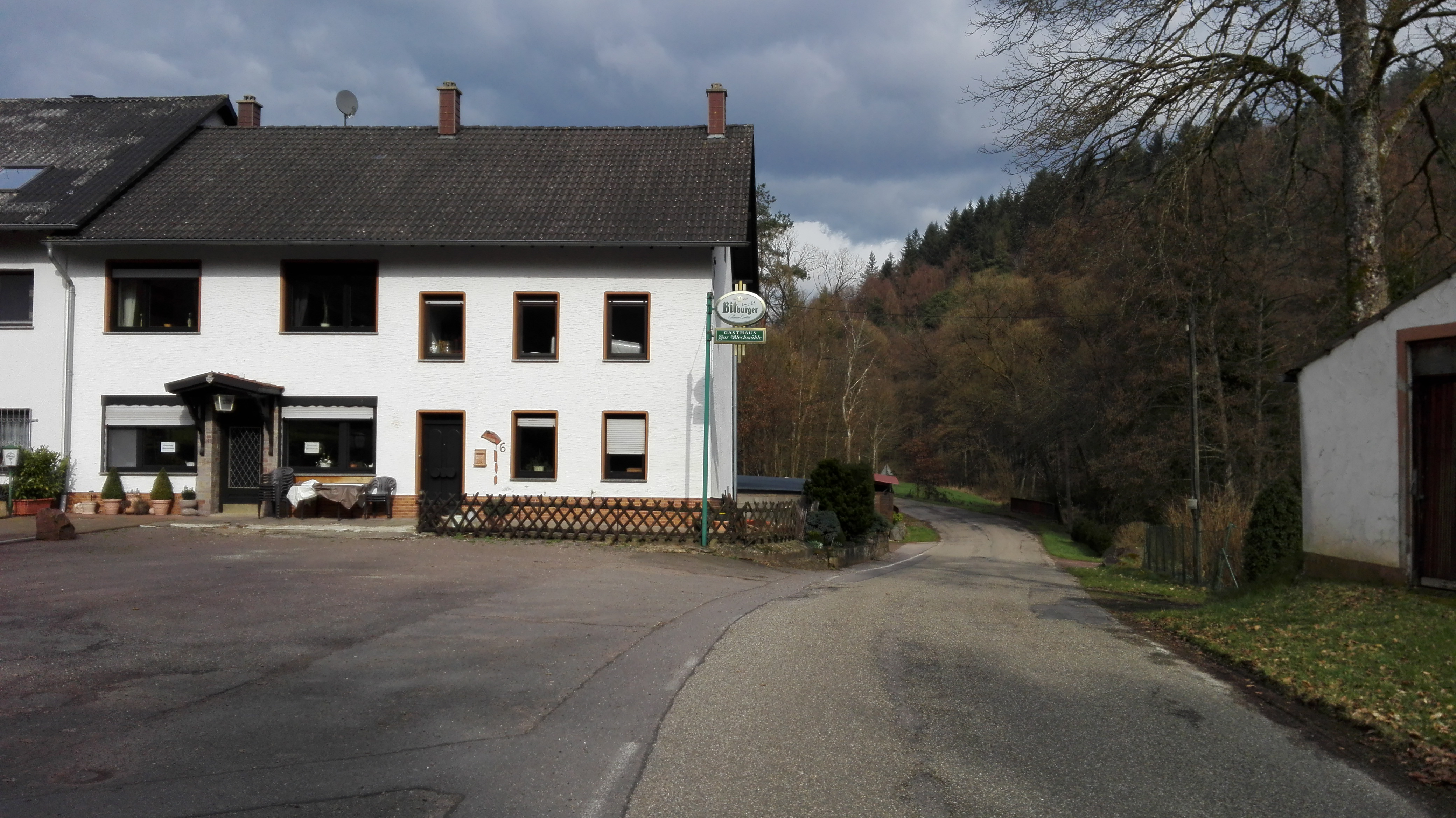
Wohnplatz Blechmühle

## Geschichte
Die Herkunft des Namens Nohn ist ungeklärt. Eine Vermutung ist, dass er auf das lateinische „ad nonum lapidem“ (zum neunten Stein, eine Markierung auf der alten Römerstraße Metz-Mainz und Metz-Trier) zurückgeht und der Ort daher eine Römergründung ist. Nohn gehörte im Mittelalter zu Lothringen und von 1766 bis 1814 zu Frankreich. Anschließend wurde es preußische Domäne.
Am 1. Januar 1974 wurde Nohn in die Gemeinde Mettlach eingegliedert.

## Infrastruktur

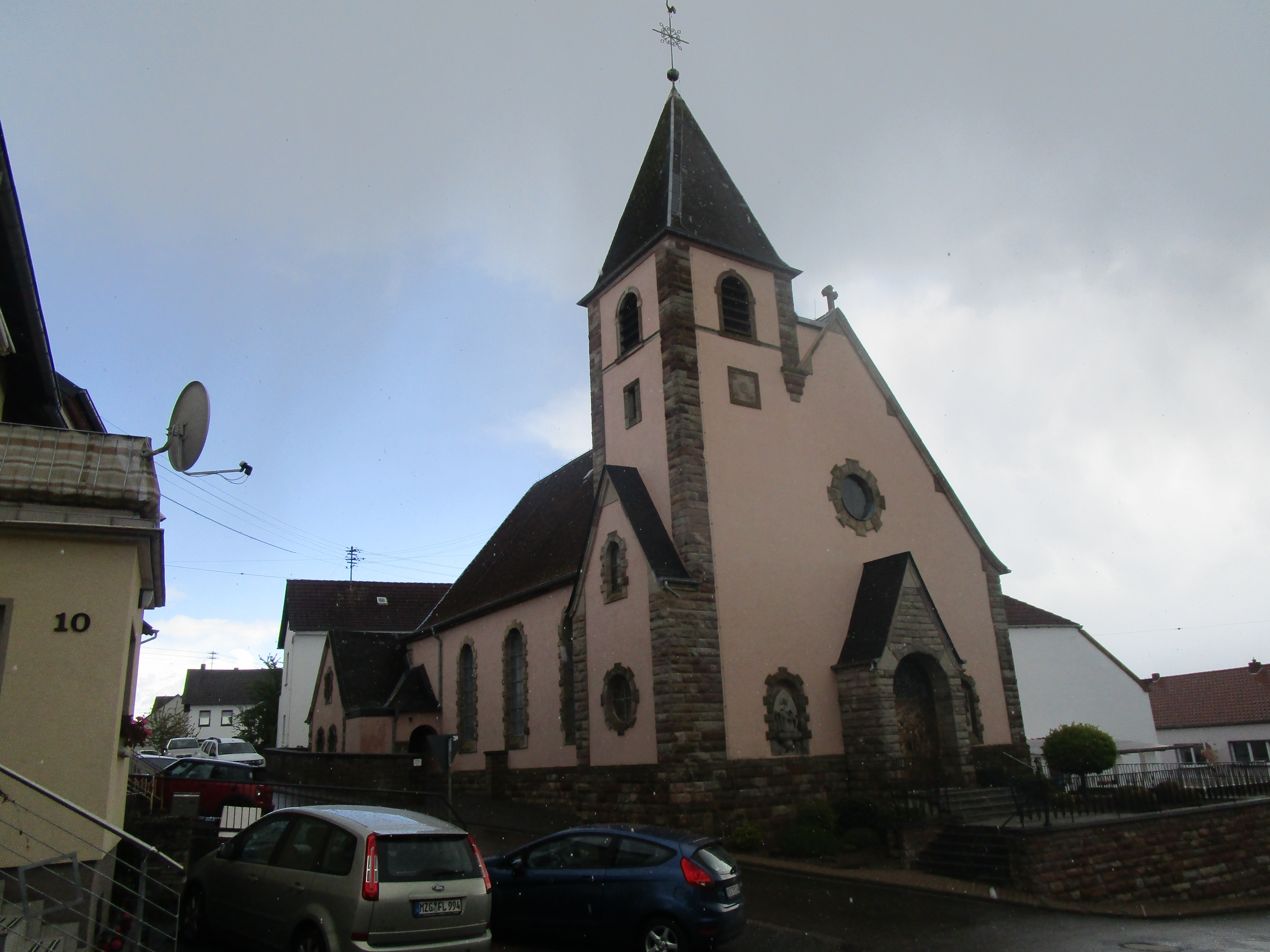
Filialkirche Sankt Medardus Nohn

Neben einem Bürgerhaus und einer Filialkirche gibt es im Ort ein Feuerwehrhaus, einen Frisör und einen Spielplatz.

## Sehenswürdigkeiten
Neben Tünsdorf und Bethingen belegte auch Nohn bereits mehrfach vordere Plätze beim Dorfwettbewerb Unser Dorf soll schöner werden. Von den Aussichtspunkten Rammelfels, Schleifsteinkopf und Hummerscheid hat man einen Blick über die Umgebung, insbesondere die Saarschleife. Die katholische Pfarrkirche St. Medardus (erbaut 1923) ist ebenso wie das Haus Saarstein (ein Herrenhaus von 1836) ein Einzeldenkmal.

## Vereine
- Nohner Karnevalsverein
- Musikverein
- Freiwillige Feuerwehr
- Obst- und Gartenbauverein
- Katholische Frauengemeinschaft
- Jugendclub Nohn e. V.

## Größere Veranstaltungen
- Kirmes im Juni
- Bohnenfest (Buhnenfeschd) im Juni
- Fastnachtsumzug (Rosenmontag)
- 1. und 2. Humorkappensitzung